# مارسيل مورو
مارسيل مورو (بالفرنسية: Marcel Moreau)‏ (18 ديسمبر 1936 رانس فرنسا - ) هو لاعب كرة قدم فرنسي يلعب كلاعب وسط.

## روابط خارجية
- مارسيل مورو على موقع قاعدة بيانات كرة القدم.إي يو (الإنجليزية)
- مارسيل مورو على موقع عالم كرة القدم.نت (الإنجليزية)